# گونین گومی
گونین گومی (به ژاپنی: 五人組 Gonin Gumi) به معنی سیستم مسئولیت گروهی پنج نفره، گروه‌هایی متشکل از پنج خانوار بودند که به صورت مسئولیت جمعی شناخته می‌شدند، به شیوه‌ای مشابه Frith-borh در انگلستان، در دوره ادو در تاریخ ژاپن. همه خانوارها در شوگون‌سالاری عضو چنین گروهی بودند و همه اعضای گروه مسئول رفتار خوب سایر اعضا و وابستگانشان بودند. این مسئولیت شامل مسئولیت جرم و عدم پرداخت مالیات نیز می‌شد.